# Parque nacional del Istmo de Curlandia (Rusia)
El parque nacional del Istmo de Courlande (en ruso: Национальный парк «Куршская коса», Natsionalny park «Kurshskaya kosa») abarca la parte rusa del istmo de Curlandia. Se extiende al sur del istmo sobre 41 km de longitud sobre los 98 km que tiene el istmo, que es un enorme banco de arena. El parque nacional, creado en 1987, cubre una superficie de 6620 hectáreas, y es contiguo a su homónimo lituano. El istmo separa el agua salada de mar Báltico (al oeste) del agua dulce de la laguna de Curlandia al este. La parte sur del istmo se encuentra en el óblast de Kaliningrado, en Rusia; la parte norte se encuentra al suroeste de Lituania. Ambas partes están protegidas por sendos parques que son Patrimonio de la Humanidad según la UNESCO.

## Topografía
Los orígenes del istmo se remontan a cerca de 15 000 años, cuando la retirada de los glaciares dejó aislado al Mar Báltico a la izquierda, con las dunas de arena de la morrena glaciar detrás. La acción del mar y el viento han formado grandes dunas de arena, con una altura promedio de 35 metros. La región es un semillero de biodiversidad debido a la presencia de diferentes comunidades ecológicas cercanas entre sí: la playa, las dunas, los humedales y diferentes tipos de pastizales y bosques. El istmo de Curlandia es el segundo más largo del mundo después de los 110 km de longitud de la punta de tierra de Arabat en el mar de Azov. El parque continúa después hasta la frontera con Lituania, a unos 40 km al norte; su ancho varía de 0.4 a 4 km. El agua en la laguna tiene una profundidad promedio de 3.7 metros, y el nivel del agua de la laguna es de aproximadamente 12 cm por encima de la del Báltico.

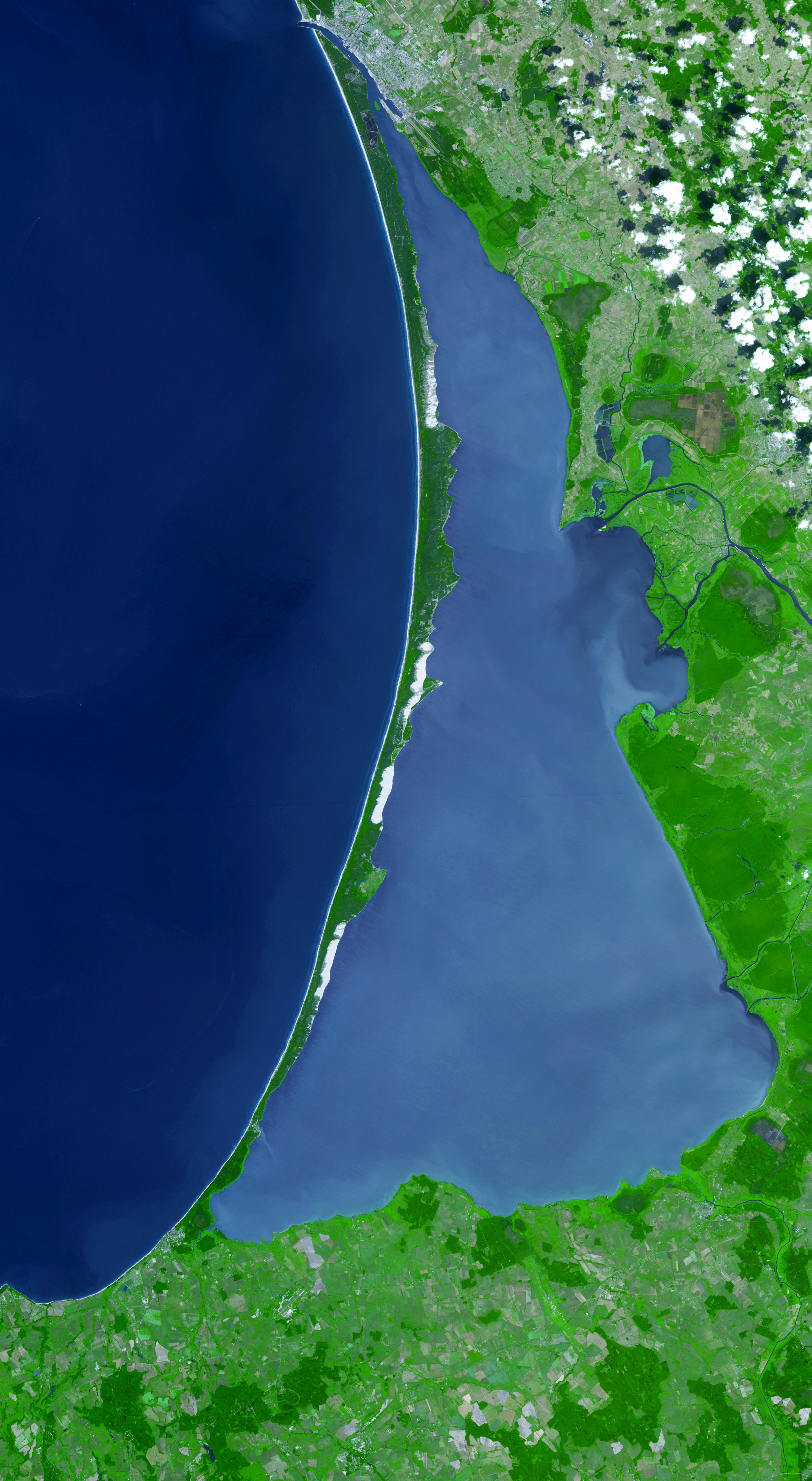
Istmo de Curlandia y laguna de Curlandia vistos desde el espacio
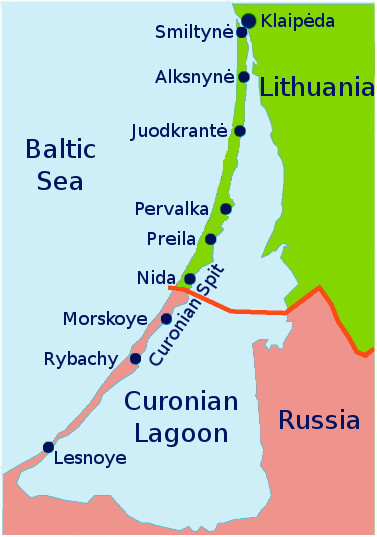
Mapa de la laguna de Curlandia: la parte rusa al sur, la lituana al norte
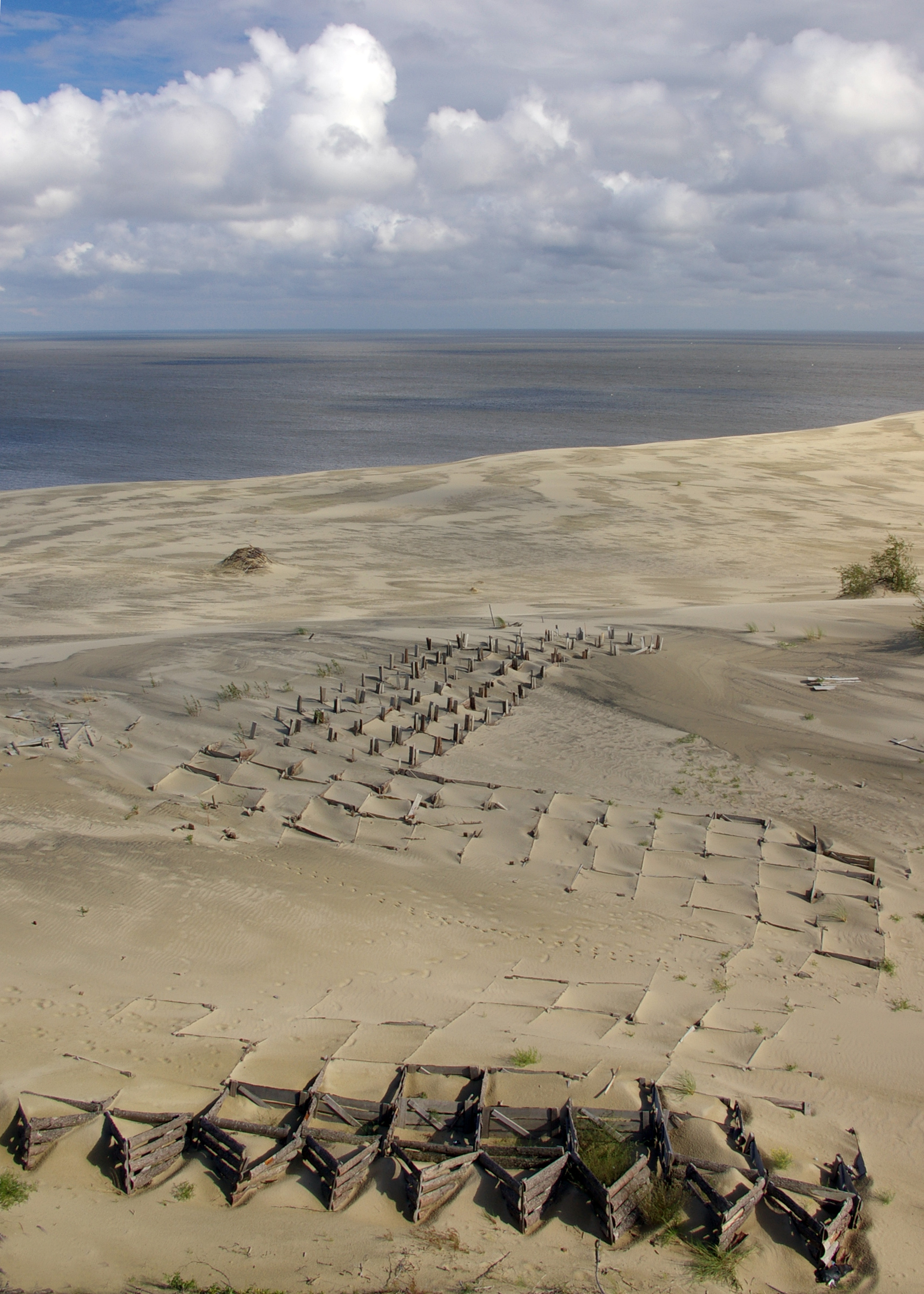
Dunas en el parque

## Plantas y animales
Las aves acuáticas son abundantes, ya que el parque tiene muchos humedales y se encuentra en las principales rutas migratorias. Se han registrado 262 especies de aves en el parque, y se sabe que 100 anidan y crían en el territorio. El parque es también el hogar de 46 especies de mamíferos, incluyendo alces, ciervos, jabalíes, zorros, martas, perros mapaches, tejones, liebres, ardillas rojas y castores. En el parque se ha identificado más de 290 especies de vertebrados terrestres, que representan el 80% de las especies de la región de Kaliningrado. La flora es variada: 889 especies en total de plantas vasculares, divididas en 398 géneros y 111 familias.